# Theodor Olshausen
Theodor Olshausen, född 16 juni 1802 i Glückstadt, död 31 mars 1869 i Hamburg, var en holsteinsk politiker. Han var bror till Hermann och Justus Olshausen.
Olshausen blev student 1820 i Kiel och sedan i Jena, men tvingades på grund av sitt deltagande i "demagogische Umtriebe" 1824 att fly till Schweiz. Åren 1827–1829 redigerade han en tidning i Augsburg, blev sedermera advokat i Kiel samt ledde tidningen "Kieler Correspondenzblatt" (1830–1848) i slesvig-holsteinsk och utpräglat liberal anda. Åren 1844–48 var han direktör för järnvägen mellan Kiel och Altona, men deltog dessutom 1846 verksamt i agitationen mot Danmark, vilket resuselterade i sex veckors arrestering, och invaldes 1847 i ständerförsamlingen. 
På mötet i Rendsborg med slesvig-holsteinska ständerdeputerade 18 mars 1848 yrkade Olshausen under hån och smädelser mot danska folket på upprorets omedelbara proklamerande och var det oaktat djärv nog att deltaga i den deputation, som kort därpå avgick till Köpenhamn. Han tillhörde sedan den provisoriska regeringen till augusti 1848 och stod 1848–1850 i landsförsamlingen i spetsen för demokraterna, samtidigt med att han utgav "Norddeutsche Freie Presse". Utesluten från amnestin 1851, begav han sig till Nordamerika. Där utgav han Das Mississippithal (1–2, 1853–1854) och Geschichte der Mormonen (1856) samt i Saint Louis en tyskspråkig tidning. Olshausen återvände 1865 till Europa.